# Alex Hafner
Alex Hafner (Viena, Austria, 15 de abril de 1989) es un actor de cine y televisión español.

## Biografía
Nació en Viena. Su padre es un ingeniero español y su madre es una economista italiana. Tiene una hermana llamada Sofía. Durante toda su infancia ha ido viviendo junto a su familia entre ciudades como Madrid, su natal Viena y Singapur. Más tarde se trasladaron hacia el Estado de California (Estados Unidos), y allí comenzó a estudiar en la escuela Hawthorne School. Luego pasó a la Universidad del Sur de California (USC), donde obtuvo el grado de maestría.
Gracias al lugar proveniente de sus padres y los países en los que ha vivido, Alex Hafner es políglota, ya que habla con fluidez los idiomas italiano, español, inglés, francés y alemán.
En el año 2012 hizo su debut en el mundo interpretativo, como parte de la película Invasor del director Daniel Calparsoro y protagonizada por Alberto Ammann, Antonio de la Torre Martín, Karra Elejalde e Inma Cuesta.
Al siguiente año apareció en The Counselor, dirigida por Ridley Scott, junto a Michael Fassbender, Javier Bardem, Cameron Diaz, Penélope Cruz y Brad Pitt.
En 2015 compartió reparto con Matthew Fox, Jeffrey Donovan y Clara Lago en el thriller de Miguel Ángel Vivas Extinction.
También se unió a Charlotte LeBon, Tom Hughes y Oona Chaplin en Proyecto Lázaro, de Mateo Gil. También apareció en Leavey, de Gabriella Cowperthwaite, junto a Kate Mara. Protagoniza el segmento "La visita" de la película Maniac Tales, que se estrenará en Sitges 2016. 
En España se dio a conocer tras sus apariciones recurrentes en la serie cómica La que se avecina, en la cual interpreta a Trevor Simmons, un ciudadano estadounidense vinculado sentimentalmente como pareja con Judith Becker (Cristina Castaño), que finalmente se enamora de Meghan (Alyson Eckmann).
Participó en la película Submergence (2017), dirigida por Wim Wenders y protagonizada por James McAvoy y Alicia Vikander, basada en la novela de J. M. Ledgard.

## Filmografía
| Año  | Título              | Papel                | Director                | País           |
| ---- | ------------------- | -------------------- | ----------------------- | -------------- |
| 2012 | Invasor             | Ejecutivo            | Daniel Calparsoro       | España         |
| 2013 | El Consejero        | Highwayman           | Ridley Scott            | Estados Unidos |
| 2015 | Extinction          | Soldado Lewinsky     | Miguel Ángel Vivas      | España         |
| 2016 | Proyecto Lazaro     | The Elderly Hornball | Mateo Gil               | España         |
| 2016 | All Out Dysfunktion | Hedman               | Ryan LeaMasters         | Estados Unidos |
| 2017 | Megan Leavey        | Sgt Sanders          | Gabriella Cowperthwaite | Estados Unidos |
| 2017 | Submergence         | Mr. Bellhop          | Wim Wenders             | Estados Unidos |
| 2019 | A Pesar de Todo     | Ejecutivo            | Gabriela Tagliavini     | España         |
| 2020 | Let It Snow         | Max                  | Stanislav Kapralov      | Ucrania        |

### Series de televisión
| Año             | Título                    | Cadena       | Papel                    | Notas        | Ref.  |
| --------------- | ------------------------- | ------------ | ------------------------ | ------------ | ----- |
| 2014 - 2016     | La que se avecina         | Telecinco    | Trevor Simmons           | 5 episodios  |       |
| 2019            | Instinto                  | #0           | Brian                    | 1 episodio   |       |
| 2020            | Las chicas del cable      | Netflix      | James Lancaster          | 5 episodios  |       |
| 2020 - presente | The Mallorca Files        | BBC One      | Roberto Herrero          | 10 episodios |       |
| 2021            | Parot                     | Amazon       | Marc                     | 4 episodios  |       |
| 2022            | Vampire Academy           | Universal    | James                    | 5 episodios  |       |
| 2025            | Si las estrellas hablaran | tvN, Netflix | Santiago González García | 16 episodios | [ 3 ] |